# Viviane Sampaio Boaventura
Viviane Sampaio Boaventura (22 de junho de 1974) é uma médica, cientista e professora universitária brasileira. Trabalha há mais de 20 anos em pesquisa translacional relacionada a doenças infecciosas, com contribuições acerca dos aspectos clínicos e imunológicos da leishmaniose, Dengue, Zika, Chikungunya e COVID-19.  Membro Titular da Academia de Ciências da Bahia desde 2021; Membro da Sociedade Brasileira de Imunologia e Membro do INCT do Instituto de Investigação em Imunologia. É pesquisadora pela FIOCRUZ, professora de Imunopatologia na Faculdade de Medicina, e professora das pós-graduações do Programa de Pós Graduação em Ciências Sociais (PPgCs) e Programa de Pós-Graduação Patologia Humana (PgPat), na UFBA, atuando como supervisora de diversos alunos de IC, mestrado e doutorado. Tem iniciativas em metodologias ativas de ensino, com desenvolvimento de um jogo eletrônico para ensino da Imunologia.
Contribuiu para área de imunopatogenese e biomarcadores da COVID-19, desenvolvendo os primeiros estudos sobre a frequência e as características da Covid-longa na população parda e negra.  Atualmente dedica-se a avaliar síndromes virais pós- agudas, condições que afetam indivíduos que tiveram infecção por Chikungunya e SARS-CoV-2. Além disso, coordenou o estudo que resultou na criação do primeiro escore clínico para prognóstico de Chikungunya, que recebeu o Prêmio Euro Inovação em Saúde em 2020. Tem contribuições para diagnóstico da leishmaniose, Zika, Chikungunya  e consequências de longo prazo dessas doenças infecciosas, fornecendo informações relacionadas à imunopatologia e manejo clínico.

## Biografia
Nascida em Salvador- Bahia em 1974, Viviane cursou Faculdade de Medicina na Universidade Federal da Bahia, onde realizou as primeiras atividades de pesquisa enquanto aluna de Iniciação Científica dos Profs. Manoel Barral-Netto e Claudia Brodskyn. Graduou-se em Medicina em 1993 e, após dois anos de especialização em Otorrinolaringologia, fez mestrado e doutorado em Patologia na Fiocruz -  Bahia, sob supervisão da Profa. Aldina Barral. Concluiu o doutorado em 2009, com defesa da tese “Participação das Células Th17 E T Regulatória na Patogênese da Leishmaniose Mucosa”.

## Atuação na Pandemia de COVID-19
Durante a pandemia de COVID-19, Viviane concentrou seus estudos na análise de efetividade de vacina contra COVID-19, liderando alguns deles que demonstraram a proteção das vacinas e reforços vacinais contra doença sintomática e hospitalização por COVID-19 e o impacto das variantes do SARS-CoV-2 na efetividade vacinal, resultando em publicações de alto impacto. Esses estudos de base nacional foram relevantes para orientar políticas públicas de saúde no controle da epidemia, apresentando o impacto dos diferentes tipos de vacina aplicadas no Brasil na proteção contra infecção e severidade da COVID-19.  
Nos primeiros meses da epidemia na Bahia, foi idealizadora e coordenadora do Telecoronavírus, um serviço gratuito de teletriagem  ofertado para todo o estado, que prestou assistência para cerca e 112 mil pessoas e contou com a participação de 12 escolas médicas e cerca de 1400 voluntários  entre estudantes de medicina e médicos. Além de reduzir a propagação do coronavírus na comunidade, o serviço: orientou estudantes de medicina para atuarem como multiplicadores de informações em saúde; estimulou o compromisso social e a aprendizagem da cidadania para os estudantes; e forneceu informações confiáveis sobre casos suspeitos às autoridades estaduais de saúde.